# Poprava uvařením
Poprava uvařením je pomalý a velmi bolestivý způsob vykonání trestu smrti.

## Technika
Odsouzený je svlečen a ponořen do již vařící kapaliny nebo svázán a ponořen do velkého kotle se studenou kapalinou, pod nímž popravčí zapálí oheň, který zahřeje kapalinu k varu. Jako kapalinu lze použít vodu, olej, kyselinu, dehet, nebo roztavené olovo. Příčinou smrti jsou v tomto případě rozsáhlé popáleniny.

## Historické užití
Tento způsob trestu sice nebyl užíván tak často jako jiné metody popravy, uvaření zaživa však bylo široce rozšířené po celé Evropě a Asii po dobu dvou až tří tisíc let.

### Evropa

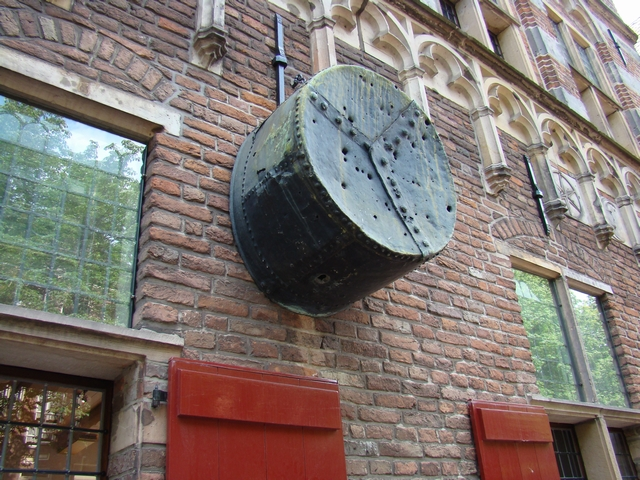
Hrnec určený k popravě ve městě Deventer (Nizozemsko)

Poprava uvařením se v Evropě používala už v antice. Ve starověkém Římě bylo vaření v kotli používáno jako způsob mučení a popravy, zejména při pronásledování křesťanů. Svatý Vít a apoštol Jan Evangelista byli podle legend odsouzeni k tomuto způsobu popravy, ale vaření zázračně přežili. Roku 496 byl v Toulouse uvařen zaživa samozvanec Brudunellus, který s východořímskou podporou povstal proti vizigótskému králi Alarichovi II.
V období po zániku Římské říše zprávy o popravě vařením chybí, metoda se znovu rozšířila v období vrcholného a pozdního středověku (14.–15. století). Tímto způsobem bylo trestáno padělání peněz, výjimečně i kacířství, například v renesanční Itálii. Za vlády anglického krále Jindřicha VII. na konci 15. století byl tento trest používán pro traviče jako tzv. zrcadlový trest – ten, kdo vařil jedy v kotli, měl být sám potrestán uvařením. Jediný známý případ, kdy byl tento trest skutečně aplikován, se udál roku 1531, kdy byl v Londýně popraven jistý Richard Roose, který se pokusil otrávit biskupa Johna Fishera. V Nizozemsku, Dánsku a německých zemích byla tato forma trestu smrti vyhrazena pro padělatele a penězokazy, a to především v průběhu pozdního středověku i raného novověku. Poslední odsouzený penězokazec byl takto popraven roku 1687 v Brémách. Ve městě Deventer v Nizozemsku lze ještě dnes vidět kotle, v nichž se v 15. století vařili odsouzenci. Také ve středověké Francii se takto trestalo padělání peněz. Svědčí o tom verše básníka Villona, který v jedné ze svých básní napsal: „..tak mince šidíš, než tě kat pak za trest hodí v olej vřelý...“. Ruský car Ivan IV. Hrozný dal roku 1570 uvařit v kotli svého pokladníka, bojara Nikitu Afanasjeviče Funikova, obviněného ze zpronevěry.
V českých zemích byla poprava vařením používána výjimečně, existuje o ní jen několik svědectví, vesměs z 15. století. Husité takto údajně někdy zabíjeli zajaté katolické kněze či mnichy. Kněz Ambrož nechal roku 1425 během rejsy do Slezska uvařit v kotli faráře ve městě Radkově. O několik let později byl v Prachaticích katem uvařen jakýsi Lukáš, který padělal mince.

### Asie

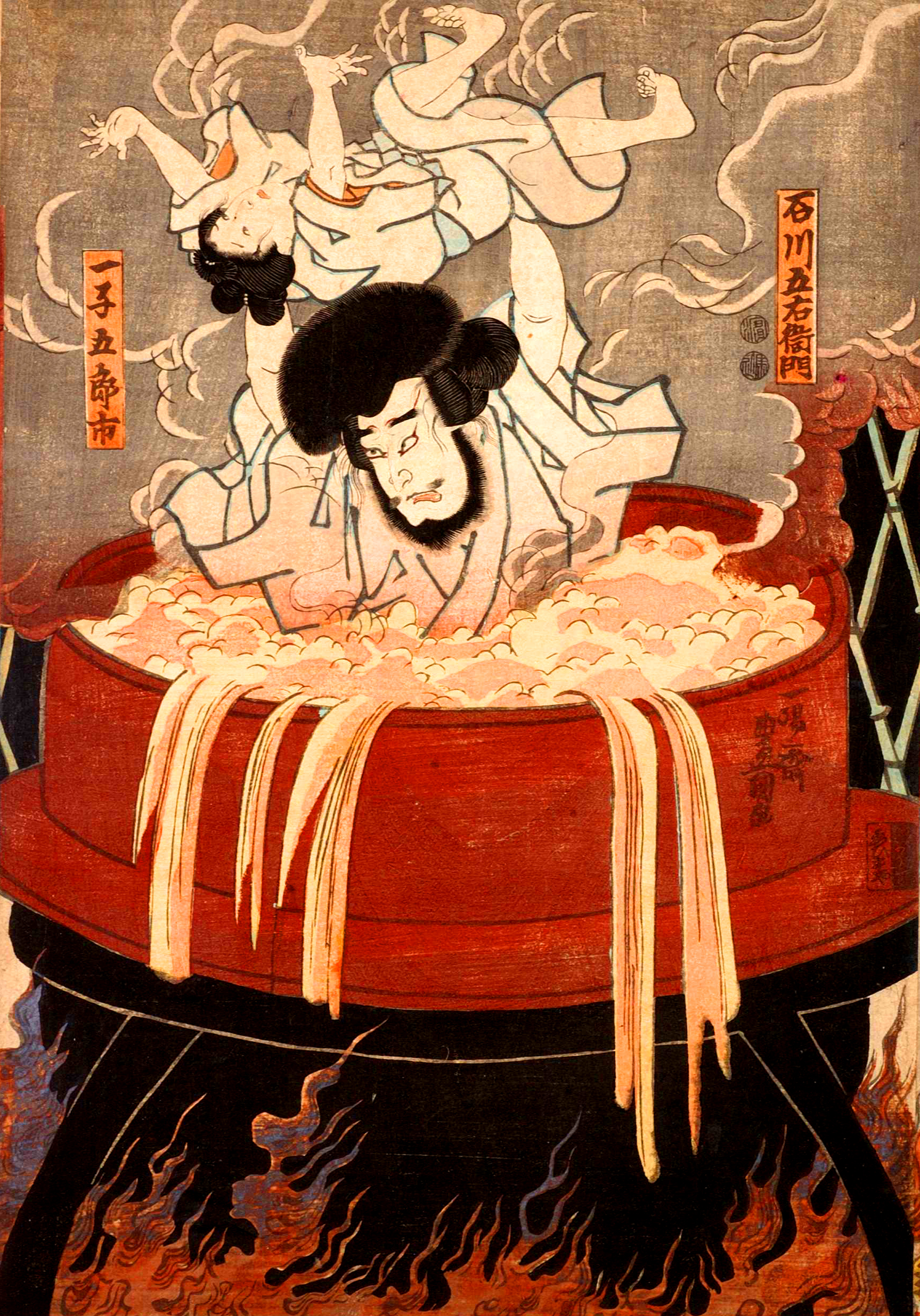
Bandita Goemon Išikawa byl popraven uvařením za pokus o vraždu Hidejošiho Tojotomiho v 16. století v Japonsku.

- Čínský císařský soudní dvůr používal uvaření zaživa jako formu trestu smrti a mučení, např. roku 1426 byl takto zabit princ Ču Kao-sü, který vedl povstání proti svému synovci, císaři Süan-teovi. Mongolský válečník Džamucha uvařil zaživa některé generály svého rivala Čingischána kolem roku 1200 n. l.
- Japonský nindža Goemon Išikawa byl roku 1594 popraven uvařením v oleji za pokus o vraždu vojevůdce Hidejošiho Tojotomiho.
- V Indii byl tento trest používán v 16.–18. století za vlády dynastie Mughalů pro zrádce. Podle některých pramenů tak měl být v 17. století umučen Ardžan Dév, pátý guru Sikhů, který se zúčastnil spiknutí prince Chusraua proti jeho otci císaři Džahángírovi. Další sikhský mučedník Bháí Dajála byl roku 1675 v Dillí uvařen zaźiva na příkaz tyranského císaře Aurangzéba.[4]

## Současnost
Roku 1941 příslušníci NKVD v Drohobyči během výslechu uvařili zaživa řeckokatolického kněze Jakima Senkivského. Idi Amin, prezident Ugandy v 70. letech 20. století používal k likvidaci svých odpůrců vedle jiných barbarských způsobů poprav i vaření zaživa. Také vládní úřady režimu prezidenta Islama Karimova v Uzbekistánu byli nařčeny, že uvařily zaživa množství členů islamistické organizace Hizb ut-Tahrir, ale i několik politických disidentů, jako např. Muzafara Avazova.

## Lidé popravení uvařením
- Brudunellus – 496
- William de Soules, lord z Liddensdale – 1321
- princ Ču Kao-sü – 1426
- Pomponio Algerio – 1556
- Nikita Afanasjevič Funikov – 1570
- Išikawa Goemon – 1594
- Bháí Dajála – 1675
- Jakim (Akim) Senkivskij – 1941

## Fikce
- Jako klišé slouží zobrazení nebo představa kanibalů, jak vaří lidi zaživa ve velkém kotli.
- V románu Jamese Clavella Šógun je jeden ze členů posádky lodi Erasmus uvařen k smrti v kotli.
- Na konci opery Židovka od Fromentala Halévyho je hlavní hrdinka popravena uvařením pro svou nedovolenou lásku ke křesťanskému šlechtici.